# RS Components
RS Components, bekannt als RS, ist ein weltweiter Distributor für Elektronik, Elektromechanik und Automation mit Sitz im britischen Corby. Die 1937 in London als Radiospares gegründete Marke ist heute mit eigenen Unternehmen in Europa, Amerika und Asien vertreten und ist Teil der an der Londoner Börse notierenden RS Group plc (vormals Electrocomponents) mit über 7.590 Mitarbeitern weltweit und einem Umsatz von rund 2,0 Milliarden Pfund im Geschäftsjahr 2021.
Der RS Group plc gehören neben RS Components die Marken RS PRO, OKdo, DesignSpark, IESA, Synovos, Needlers und Liscombe an. 2023 kaufte die RS Group den ehemaligen Konkurrenten Distrelec.

## RS Components Deutschland
RS Components GmbH ist die deutsche Tochter mit Sitz in Frankfurt am Main und einem Distributionszentrum in Bad Hersfeld. Das Unternehmen wurde 1991 gegründet. Das deutsche Logistikzentrum in Bad Hersfeld wurde 2003 eröffnet, mit täglich bis zu 6.000 versandten Lieferungen innerhalb Deutschlands. Im November 2021 wurde die Lagerhalle auf 37.000 Quadratmeter erweitert.

## RS Components Österreich
RS Components Handelsges.m.b.H. ist das österreichische Tochterunternehmen mit Sitz in Gmünd/NÖ. 1980 als Verospeed gegründet und 1992 in RS umbenannt, liefert das Unternehmen Produkte für die Bereiche Automation, Forschung und Entwicklung, Vor- und Kleinserienfertigung sowie Instandhaltung.

## RS Components Schweiz
RS Components GmbH in Wädenswil wurde im Dezember 2011 als Zweigniederlassung (Hauptsitz im Ausland) als Teil der deutschen GmbH gegründet. Das Geschäftsmodell gleicht dem der internationalen Schwestergesellschaften, das Sortiment und der Internet-Katalog entspricht dem deutschen Angebot. Die Auslieferung der Produkte erfolgt größtenteils aus dem deutschen Lager in Bad Hersfeld.

## Firmenphilosophie
Ein Großteil der Elektronikprodukte ist auch auf Hersteller-Rollen gegurtet für die automatisierte Bestückung erhältlich. Das Angebot von RS richtete sich ursprünglich ausschließlich an gewerbliche Kunden. Seit 2015 werden Kunden auch privat über die Privatkunden-Webseite bedient. Das Unternehmen hat es sich zum Ziel gesetzt, den kleinen und mittleren Mengenbedarf abzudecken. Kunden von RS können die Software DesignSpark PCB, ein Leiterplatten-Designtool, kostenlos von der DesignSpark-Plattform von RS beziehen.

## Bildergalerie

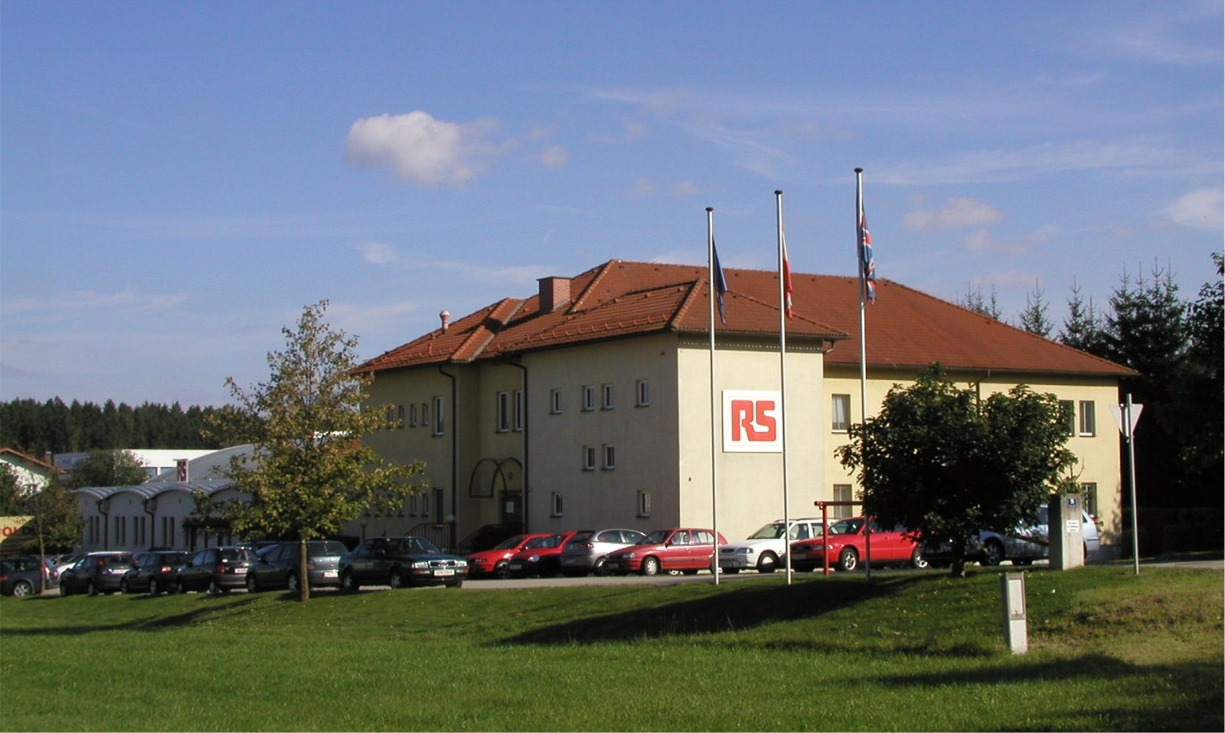
Firmengebäude, RS Components Österreich
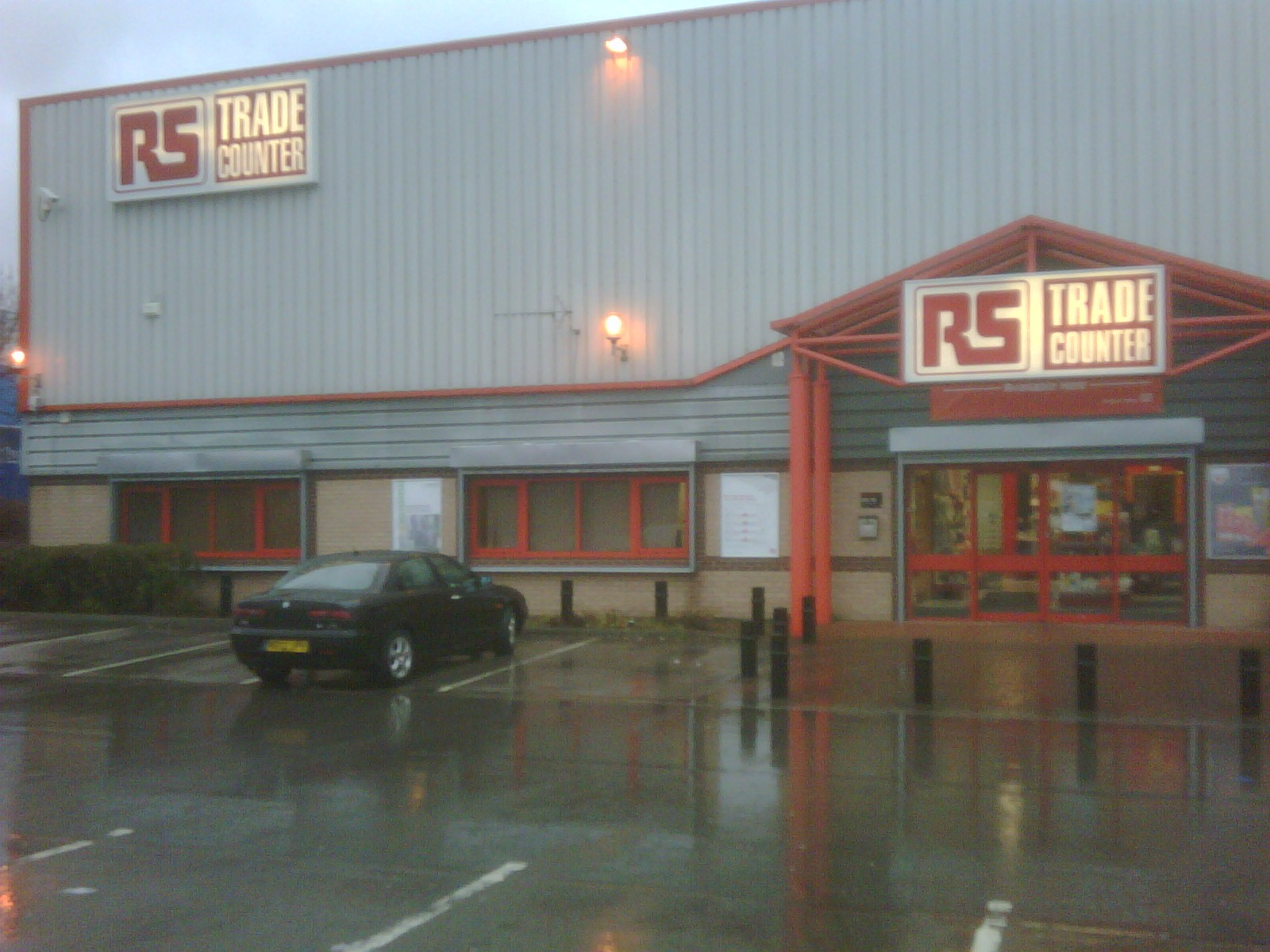
Tradecounter, RS Components in Leeds